# Ceratina cosmiocephala
Ceratina cosmiocephala är en biart som beskrevs av Peter Cameron 1908.
Ceratina cosmiocephala ingår i släktet märgbin och familjen långtungebin. Inga underarter finns listade i Catalogue of Life.